# Дора и приятели
„Дора и приятели“ (на английски: Dora and Friends: Into the City!/Dora and Explorer) е американски образователен детски флаш анимационен сериал, и е продължение на оригиналния сериал „Дора изследователката“. Премиерата на сериала започва по „Никелодеон“ на 18 август 2014 г. в Съединените щати. На 9 октомври 2014 г. Nickelodeon подновява сериала за втори сезон, който съдържа 20 епизода. Сериалът приключва на 8 ноември 2017 г.

## В България
В България сериалът започва излъчване през 2015 г. по „Никелодеон“.
В края на 2022 г. се излъчва в стрийминг платформата SkyShowtime.

### Нахсинхронен дублаж
| Роля    | Изпълнител       |
| ------- | ---------------- |
| Дора    | Татяна Етимова   |
| Алана   | Весела Делчева   |
| Кейт    | Боряна Йорданова |
| Ема     | Мариета Петрова  |
| Ная     | Елена Грозданова |
| Пабло   | Владимир Зомбори |
| Картата | Момчил Степанов  |

| Обработка                             | Александра Аудио |
| ------------------------------------- | ---------------- |
| Изпълнителен продуцент                | Васил Новаков    |
| Преводач                              | Цветомира Цонева |
| Тонрежисьор                           | Пламен Пенев     |
| Режисьор на дублажаМузикален режисьор | Сандра Петрова   |